# سلمى ستيرن
سلمى ستيرن (بالألمانية: Selma Stern)‏ هي مؤرخة ألمانية، ولدت في 24 يوليو 1890 في كيبنهايم في ألمانيا، وتوفيت في 17 أغسطس 1981 في بازل في سويسرا.